# Ryan Sheckler
Ryan Allen Sheckler (San Clemente, Kalifornia, 1989. december 30. –) amerikai profi gördeszkás, vállalkozó. Az MTV által vetített Ryan Élete reallity show főszereplője. Ryan bekerült a Fox Weekly's egyik cikkébe, ahol besorolták minden idők 15 legbefolyásosabb gördeszkása közé.

## Korai évek
Ryan Sheckler San Clementében nőtt fel legidősebb gyermekként. Két fiatalabb fiútestvérét Shane és Kane-nek hívják. 18 hónapos korában ismerkedett meg először a gördeszkával, mikor édesapja deszkáját megtalálta. Első Kickflip trükkjét 6 évesen tanulta meg édesapja segítségével. Egy 2012-es interjú során kiderült, hogy a San Clemente-i gördeszkapark helyszíne ott van, ahova Ryan először eljárt, sőt még a park megnyitóján is részt vett.

## Videógráfia
| Year      | Title                        | Role          | Notes                                   |
| --------- | ---------------------------- | ------------- | --------------------------------------- |
| 2001      | Csapd le, csimpánz 2.        | Neil Nellis   |                                         |
| 2003      | Deszkások                    | Rod St. James |                                         |
| 2003      | Mizújs, Scooby-Doo?          | Önmaga        | "The San Franpsycho" (2. évad: 7. rész) |
| 2004      | Almost: Round Three          | Önmaga        | Dokumentumfilm                          |
| 2005      | Dishdogz                     | Önmaga        |                                         |
| 2007–2009 | Ryan Élete                   | Önmaga        | Reality sorozat                         |
| 2008      | Spy School                   | Önmaga        | Cameo                                   |
| 2008      | True Jackson, VP             | Önmaga        | "Ryan on Wheels" (1. évad: 4. rész)     |
| 2009      | Rob Dyrdek's Fantasy Factory | Önmaga        | "Dusty Monkey" (1. évad: 12. rész)      |
| 2009      | Street Dreams                | Eric Jones    |                                         |
| 2010      | Fogtündér                    | Mick Donnelly |                                         |